# Saïbou Issa
 (octobre 2021).
Saïbou Issa est un enseignant d’histoire des universités au Cameroun. Il est le directeur de l’école normale supérieure de Maroua, sous tutelle de l'université de Maroua de 2009 à 2020.

## Biographie
Saïbou Issa est né en 1970 à Mindif dans la région de l'Extrême-Nord Cameroun. C'est un historien et observateur des dynamiques stratégiques du bassin du lac Tchad. En 2020, il devient doyen de la faculté des arts, lettres et sciences humaines.

## Carrière professionnelle
Avant sa nomination à la tête  de l’école normale supérieure (ENS) de l’université de Maroua, Saibou Issa était chef de département d’histoire à la Faculté des Arts, Lettres et Sciences Humaine (FALSH) de l’université de Ngaoundéré.
Après sa thèse de doctorat/PhD obtenue à l’université de Yaoundé I en 2001 et traitant des conflits et des problèmes de sécurité dans le bassin du lac Tchad au cours des six derniers siècles, il a publié une dizaine d’articles et participé à des conférences et séminaires autour des questions relatives à la paix, à la sécurité et à l’exploitation des ressources naturelles.
En 2020, Saïbou Issa est nommé doyen de la faculté des arts, lettres et sciences humaines (FALSH) de l’université de Maroua, au Cameroun,. Il est un historien et spécialiste des relations internationales. Il a passé 11 ans et 4 mois à la tête de l’école normale supérieure (ENS) de Maroua dont il était le premier directeur,. Il est remplacé à la tête l'Ecole Normale en avril 2022 par Clément Dili Palaï.

## Travaux scientifiques et publications
- Les musulmans, l'école et l'État : dans le bassin du lac Tchad;
- Les coupeurs de route : histoire du banditisme rural et transfrontalier dans le bassin du lac Tchad;[8]
- Ethnicité, frontières et stabilité aux confins du Cameroun, du Nigeria et du Tchad;
- Attaques et attentats de Boko Haram dans l'Extrême-Nord du Cameroun Kaliao : revue pluridisciplinaire de l'École Normale Supérieure de Maroua (Cameroun);
- La SNV au Cameroun, 1963-2005;
- Vol et relations entre Peuls et Guiziga dans la plaine du Diamaré (Nord-Cameroun);
- Attaques et attentats de Boko Haram dans l'Extrême-Nord du Cameroun : Revue Kaliao;
- Cadeaux et corruption à la cour des chefs traditionnels au Nord-Cameroun;
- Reintegrating Former Boko Haram Associates : Perspectives From Far North Region in Cameroon;
- L’embuscade sur les routes des abords sud du Lac Tchad[9];
- Boko Haram les mots d'une crise.